# Kuva-yi Seyyare
Kuvâ-yi Seyyâre (em turco otomano: قواى سياره, lit. "As Forças Viajantes"), também conhecida como Sociedade do Exército Verde (em turco: Yeşil Ordu Cemiyeti) ou Ramo do Povo (em turco: Halk Zümresi) foi uma força de voluntários circassianos e abecásios liderada por Çerkes Ethem contra as forças de invasão aliadas durante a Guerra da Independência Turca.  O grupo via-se como uma força para lutar contra "aqueles que causavam perturbações ao bem maior da Anatólia".    As forças reprimiram diversas rebeliões e desempenharam um papel importante na desaceleração significativa do exército grego durante a Guerra Greco-Turca (1919-1922). Com o tempo, quando as visões socialistas islâmicas de Ethem entraram em conflito com o nacionalismo turco do Movimento Nacional Turco de Mustafa Kemal, ele acabou cortando laços com eles e foi declarado traidor devido aos confrontos com İsmet İnönü.   

## História
Kuvâ-yi Seyyâre, fundada por Çerkes Ethem, foi a única força militar semi-organizada na Anatólia durante o período de 1919-1920 entre o Armistício de Mudros e o Tratado de Sèvres.

Após o desembarque grego em Esmirna, Ethem fez a seguinte declaração, iniciando efetivamente sua resistência: 
Envie um telegrama imediatamente. Deixemos que a resistência à ocupação desperte nas montanhas. Deixe a resistência defender a bandeira, o rifle e o Alcorão até o apocalipse. Como circassianos, lutamos bravamente em nome de Deus contra os russos, e a serviço do Califa lutamos nos Bálcãs. Agora as terras do Islã dependem de nós mais uma vez.

 – Çerkes Ethem
Ele então declarou guerra santa contra a opressão e convidou todos os circassianos a lutar por sua causa. Depois disso, ele coordenou suas operações militares com Ali Fuat Paxá em Ancara e lutou contra os exércitos gregos invasores com sua cavalaria. Ele foi fundamental para reprimir várias rebeliões contra a autoridade da Grande Assembleia Nacional da Turquia.
Por fim, Çerkes Ethem teve desentendimentos com İsmet İnönü, recusando-se a unir suas forças ao exército regular estabelecido sob seu comando, já que ele também seria um soldado regular. Ethem alegou que seus soldados eram compostos por circassianos e clãs das montanhas, então eles nunca obedeceriam a ninguém além dele, e ele teria que receber o posto de comandante do exército. Embora Mustafa Kemal tivesse uma visão positiva de Ethem, İsmet Pasha não gostava dele, e assim o recém-reconstituído Exército Turco teve que derrotar as forças de Ethem enquanto também lutava contra os gregos na Primeira Batalha de İnönü. Enquanto as forças de Ethem enfrentavam os gregos, o exército turco chegou, e Ethem, preso entre dois exércitos hostis, fez um pacto de não agressão com os gregos e fugiu da Anatólia. İsmet İnönü afirmou mais tarde que Ethem posteriormente cooperou com o exército grego,  o que foi contestado e rejeitado pela maioria dos historiadores.     Isso resultou na revogação da cidadania de Ethem sob a alegação de traição e na sua declaração de persona non grata pelo TBMM, entre muitos outros. Da Grécia, ele foi para a Jordânia e se estabeleceu lá. Ethem foi mais tarde perdoado pessoalmente por Atatürk, mas ele se recusou a retornar e morreu em Amã, na Jordânia. 